# 嘉陽宗嗣
嘉陽 宗嗣（かよう むねつぐ、1982年11月16日 - ）は、日本のプロボクサー。沖縄県国頭郡今帰仁村出身。第31代日本ライトフライ級王者。第28代OPBF東洋太平洋同級王者。白井・具志堅スポーツジム所属。身長163cm。左ボクサーファイター。沖縄尚学高校卒業。トレーナーは野木丈司。

## 来歴
3歳上の従兄に興南高校出身で帝拳ジムにてミニマム級中堅選手だった宮城誠。宮城の影響で幼い頃からボクシングに親しみ沖縄尚学高校で金城真吉監督の指導の下アマチュアボクシングの実績を積み、卒業後、同じく沖縄出身の世界王者具志堅用高の営む白井・具志堅スポーツジムに入門。
2001年4月23日、プロデビュー戦に4R負傷判定勝利を収めた。
2005年2月14日、11連勝でOPBF東洋太平洋ライトフライ級王者山口真吾に挑戦。12R判定負けで初黒星となった。
2005年12月12日、山口を倒し初防衛戦となるOPBF東洋太平洋ライトフライ級王者升田貴久に挑戦し、12R判定勝ちで王座を獲得した。
2006年6月12日、ファーカノン・シンドンタイ（タイ）を2RKOで下し、初防衛に成功。この防衛戦の前日計量では、挑戦者ファーカノン・シンドンタイが体重超過により失格となっており、嘉陽勝利ならば王座防衛、挑戦者勝利となれば王座は空位となるところであった。同王座を世界挑戦のため7月に返上した。
2006年10月9日後楽園ホールで開催のダイヤモンドグローブ、フジテレビや三迫プロモーション代表三迫仁志の協力仰ぎWBC世界ライトフライ級暫定王者ワンディー・シンワンチャーに挑戦したが、12R判定負けで戴冠はならなかった。この試合では、ワンディーが前日計量をクリアできなかった段階で王座剥奪となっており、嘉陽が王座獲得に失敗した為、暫定王座は空位となった。
2007年4月15日、日本ライトフライ級王者増田信晃に挑戦。2Rにダウンを奪い、その後も王者を攻め立てて3-0の判定勝利で同王座を獲得した。
2007年8月13日、大神淳二と対戦し10R判定勝利で初防衛に成功。この試合後、両手親指の付け根に骨折が発覚。そのため12月10日に予定されていた須田拓弥との防衛戦は流れた。
2008年2月11日、國重隆（WBC世界ライトフライ級10位）との2度目の防衛戦。偶然のバッティングで右目上を負傷し、5R負傷引分で防衛に成功した。
2008年6月9日、怪我のため対戦が流れたことのある日本同級8位の須田拓弥を後楽園ホールで迎えて3度目の防衛戦。1-1の6R負傷引分で防衛に成功も2戦連続負傷引分となった。
2008年11月30日、沖縄コンベンションセンターでの凱旋試合となった4度目の防衛戦は、日本同級1位の家住勝彦を迎えて行われた。13連勝中の家住を4RTKOで下して故郷に錦を飾り、世界再挑戦への意気込みも語った。
2009年4月13日、WBA11位、WBC5位として、WBC11位國重隆を迎えての5度目の防衛戦は、2度目の防衛戦で引き分けて以来の決着戦でもあったが、嘉陽は初回に左目上、3Rに右目上を偶然のバッティングでカット、前回対戦時と同様にもみ合う展開での流血戦となった。8R終盤、5度目のドクターチェック後に試合がストップされ、負傷判定は三者三様の引分となって王座を守った。試合後には具志堅会長が世界再挑戦の標的としてWBC世界同級王座を8度防衛中のエドガル・ソーサの存在を示唆した。
2009年10月12日、6位の宮崎亮（井岡）を迎えて6度目の防衛戦。偶然のバッティングによる右目上のカットで10R1分13秒に試合が止められ、0-3（94-97、94-98、94-99）の負傷判定負けを喫して王座を失った。

## 戦績
- アマチュアボクシング：45戦36勝（16KO・RSC）9敗
- プロボクシング：25戦19勝（9KO）3敗3分

| 戦           | 日付           | 勝敗 | 時間    | 内容    | 対戦相手                   | 国籍                 | 備考                                       |
| ------------ | -------------- | ---- | ------- | ------- | -------------------------- | -------------------- | ------------------------------------------ |
| 1            | 2001年4月23日  | 勝利 | 4R      | 負傷    | 中村元彦                   | 日本 （陽光アダチ）  | プロデビュー戦                             |
| 2            | 2001年7月24日  | 勝利 | 4R      | 判定    | 山本太                     | 日本 （とよはしS）   |                                            |
| 3            | 2001年10月23日 | 勝利 | 6R      | 判定    | 永島克明                   | 日本 （西遠）        |                                            |
| 4            | 2002年2月25日  | 勝利 | 2R 2:11 | TKO     | 水野正博                   | 日本 （沼津石川）    |                                            |
| 5            | 2002年5月20日  | 勝利 | 8R      | 判定3-0 | 水野貴彦                   | 日本 （クラトキ）    |                                            |
| 6            | 2002年10月12日 | 勝利 | 6R 0:51 | TKO     | アンドリ・ブラストオ       | インドネシア         |                                            |
| 7            | 2003年1月20日  | 勝利 | 6R 0:43 | KO      | サクナロン・ソーウォラピン | タイ                 |                                            |
| 8            | 2003年8月18日  | 勝利 | 8R      | 判定3-0 | ファーカノン・シンドンタイ | タイ                 |                                            |
| 9            | 2003年12月18日 | 勝利 | 3R 1:55 | KO      | サムヨット・ウォルソラポン | タイ                 |                                            |
| 10           | 2004年5月17日  | 勝利 | 6R 2:40 | KO      | 後藤泰明                   | 日本 （ワタナベ）    |                                            |
| 11           | 2004年9月7日   | 勝利 | 2R 1:26 | KO      | トロン・ウィンディスポー   | タイ                 |                                            |
| 12           | 2005年2月14日  | 敗北 | 12R     | 判定1-2 | 山口真吾                   | 日本 （渡嘉敷）      | OPBF東洋太平洋ライトフライ級タイトルマッチ |
| 13           | 2005年7月14日  | 勝利 | 3R 3:08 | KO      | サミン・ツインズジム       | タイ                 |                                            |
| 14           | 2005年12月12日 | 勝利 | 12R     | 判定3-0 | 升田貴久                   | 日本 （三迫）        | OPBF東洋太平洋ライトフライ級タイトルマッチ |
| 15           | 2006年6月12日  | 勝利 | 2R 1:14 | KO      | ファーカノン・シンドンタイ | タイ                 | OPBF防衛1／返上                            |
| 16           | 2006年10月9日  | 敗北 | 12R     | 判定0-3 | ワンディー・シンワンチャー | タイ                 | WBC世界ライトフライ級暫定タイトルマッチ    |
| 17           | 2007年4月15日  | 勝利 | 10R     | 判定3-0 | 増田信晃                   | 日本 （駿河）        | 日本ライトフライ級タイトルマッチ           |
| 18           | 2007年8月13日  | 勝利 | 10R     | 判定3-0 | 大神淳二                   | 日本 （関）          | 日本王座防衛1                              |
| 19           | 2008年2月11日  | 引分 | 5R      | 負傷0-0 | 國重隆                     | 日本 （大阪帝拳）    | 日本王座防衛2                              |
| 20           | 2008年6月9日   | 引分 | 6R      | 負傷1-1 | 須田拓弥                   | 日本 （沼田）        | 日本王座防衛3                              |
| 21           | 2008年11月30日 | 勝利 | 4R 2:49 | TKO     | 家住勝彦                   | 日本（レイスポーツ） | 日本王座防衛4                              |
| 22           | 2009年4月13日  | 引分 | 8R      | 負傷1-1 | 國重隆                     | 日本 （大阪帝拳）    | 日本王座防衛5                              |
| 23           | 2009年10月12日 | 敗北 | 10R     | 負傷0-3 | 宮崎亮                     | 日本 （井岡）        | 日本王座陥落                               |
| 24           | 2011年3月7日   | 勝利 | 8R      | 判定3-0 | Denratapum Chopraramhok    | タイ                 |                                            |
| 25           | 2011年9月26日  | 勝利 | 10R     | 判定3-0 | Roque Lauro                | フィリピン           |                                            |
| テンプレート |                |      |         |         |                            |                      |                                            |

## 獲得タイトル
- 第26代OPBF東洋太平洋ライトフライ級王座（防衛1=返上）
- 第31代日本ライトフライ級王座（防衛5）

## エピソード
- 小学校から中学校時代まで野球をしていた。小学校では、『今帰仁ジュニア』に所属し、沖縄県で3位になった。
- 内藤大助と地元沖縄・今帰仁村にて共にキャンプを行ったこともある。
- 2006年の世界初挑戦の際、具志堅会長は世界タイトルを獲得した暁には石垣市にある具志堅用高記念館に「嘉陽宗嗣コーナー」を設けると約束した[5]。